# Lista över figurer i Bamse
Denna lista tar upp de olika rollfigurerna i serien Bamse av Rune Andréasson.

## De tre huvudpersonerna

### Bamse
Bamse är en liten brunbjörn som blir världens starkaste björn när han ätit av Farmors dunderhonung. Han slåss aldrig, utan försöker istället göra de elaka personerna snällare. Bamse är gift med Brummelisa, de träffades 1975. De har fyra ungar tillsammans, Brum, Teddy, Nalle-Maja och Brumma, varav de tre förstnämnda är trillingar. De bor i ett stenhus på Kullarna.
När Bamse var liten, hittade Hebbe en skattkarta bland de saker som hans far, sjökaptenen "Nalle" Johan Hilmer, tagit hem från sina sjöresor. Hebbe övertalade Viktoria att följa med honom på skattsökarfärd. Eftersom de aldrig kom tillbaka, växte Bamse upp hos Farmor.
Bamse var ännu liten när han och Farmor fick beskedet om att farfar Johan Hilmer omkommit till sjöss. Gamla Farmor flyttade sedan upp på Höga Berget med sin sonson. När han var tonåring och letade efter ett boende, träffade han Lille Skutt för första gången. Sedan träffade Bamse och Lille Skutt också Skalman som gjorde ritningar till deras hus. När Bamse höll på att flytta in, räddade han Katten Janson och Husmusen från att drunkna.

### Lille Skutt
Lille Skutt är en vit kanin som odlar morötter och arbetar som brevbärare. Han är mycket ängslig, men också otroligt snabb. Lille Skutt är sedan 1985 gift med Nina Kanin. De har tillsammans sonen Mini-Hopp och bor i en gammal stubbe. Lille Skutt brukar ofta följa med sina vänner Bamse och Skalman på äventyr även om han inte vågar. Första gången han hämtade dunderhonung åt Bamse var när de precis träffats och Vargen tänkt kasta sten på Bamse.
Lille Skutt har minst åtta syskon varav Jumpa, Hoppla, Hipp, Happ, Gnager och Sprattel är från samma kull.
I en av Rune Andréassons Bamseföregångare, serien Teddys äventyr, medverkade en brun kanin vid namn Lasse Skutt, som förmodligen var en av förebilderna för Lille Skutt. Till skillnad från Lille Skutt, dock, var Lasse Skutt allt annat än rädd.

### Skalman
Skalman är en sköldpadda som är mycket beläst i vitt skilda ämnen, klok och en genialisk uppfinnare. Han har massor av användbara prylar i sitt skal, bland annat "mat-och-sovklockan" som talar om när han ska äta eller sova. En annan uppfinning som han är mycket fäst vid är den "självgående skottkärran". Dock ogillar han att jäkta och anser att ord som har med fart att göra (som t.ex. skynda, snabbare och fort) är de fulaste orden han vet.
Skalman flyttade till Kullarna i unga år och bosatte sig i ett egendomligt hus för att få vara ifred med sitt uppfinnande. Han är äldre än Bamse och Lille Skutt, men hur mycket äldre vet ingen.
Trots att Bamsevärlden befolkas av övernaturliga varelser, häxor och trollkarlar, brukar Skalman presentera naturvetenskapliga redogörelser i Bamse-tidningarna och bekämpar ofta vidskepelse och pseudovetenskap. Detta arbete bidrog till att Föreningen Vetenskap och Folkbildning utnämnde Skalman till Årets folkbildare år 1990.
En tidig prototyp till dagens Skalman fanns i Teddys äventyr, en klok och uppfinningsrik sköldpadda vid namn Hasse Skalman. Det är dock okänt huruvida Hasse är förnamnet på den nuvarande Skalman.

## Bamses familj och övrig släkt

### Bamses familj

#### Brummelisa
Brummelisa är Bamses fru och mor till Brum, Teddy, Nalle-Maja och Brumma. Tecknaren Rune Andréasson beskrev henne som präktig och snäll. Brummelisa kommer från familjen Brummenlufs, med fadern Brumme och modern Lisen. Brumme är skogsarbetare och får ofta hjälp av Bamse i skogen. 1981 friade hon till Bamse. Brummelisa arbetar i Anna-Cillas leksaksaffär.
Seriefiguren Britta Björn, Teddys flickvän, påminner om Brummelisa i Rune Andréassons serie Teddys äventyr från 1950-talet.

#### Brum
Brum är son till Bamse och Brummelisa och trilling med Nalle-Maja och Teddy. Han föddes 1982 och är en lugn och inåtvänd person som är väldigt estetiskt lagd, och huvudsakligen sysslar med att rita och måla.
Namnet "Brum" hade Rune Andréasson använt så tidigt som på 1940-talet, i sin första serie Äventyr bland Djuren där huvudpersonen var en liten björn vid namn Brum.

#### Teddy
Teddy är son till Bamse och Brummelisa och trilling med Brum och Nalle-Maja. Han föddes i ”Pojke eller flicka, nu får du veta!” (Bamse nr 1, 1982) är gul och ser ut som en teddybjörn - därav namnet.
När Teddy var liten betraktades han som klumpig då han gick in i möbler och välte saker. Skalman listade ut att han inte alls var klumpig, bara närsynt. Sedan dess har Teddy haft glasögon. Teddy älskar att läsa, och han umgås ofta med Skalman som tipsar honom om böcker. Han är den av Bamses ungar som alltid vill följa reglerna och (nästan alltid) göra det rätta. Han är också väldigt kunnig eftersom han lärt sig så mycket av Skalman.
Namnet "Teddy" använde Rune Andréasson redan då han 1950 skapade serien som skulle bli föregångaren till Bamse - Teddys äventyr.

#### Nalle-Maja
Nalle-Maja är dotter till Bamse och Brummelisa och trillingsyster till Brum och Teddy. Hon föddes 1982 och i likhet med sin far blir hon stark av att äta dunderhonung men 1982 ändrade Farmor receptet så att hon också får ont i magen av den. Nalle-Maja fick sitt namn efter Bamses farfar, som hade smeknamnet Nalle, och Brummelisas mormor Majvor.
Nalle-Maja är en tuff tjej som inte låter någon göra henne illa. Hon försvarar också sina bröder, och drar sig inte för att slå till en mobbare.
Rune Andréasson skapade dessutom en björn vid namn Nalle redan på 1950-talet, i TV-serien och veckotidningsserien Nalle ritar och berättar. Majvor var namnet på Andréassons fru.

#### Brumma
Brumma är Bamse och Brummelisas yngsta barn. Hon föddes 1986 och leker ofta med sin jämngamla kompis Mini-Hopp, som i många avseenden är hennes raka motsats. 
Brumma kallades i tidningen under flera månader enbart för "Lillan" men fick till slut sitt namn genom en läsaromröstning som började i Bamse Nr 1, 1986. Hon får inte ont i magen av dunderhonung, men blir heller inte stark av den.
I "Ett befriande leende" (Bamse Nr 3, 1989) förstår Skalman att Brumma utvecklas långsammare än andra barn, till exempel säger hon bara enstaka ord i taget (till skillnad från Mini-hopp), och Skalman hjälper henne sedan att utveckla sitt tal. Annat som tyder på att Brumma skiljer sig lite från andra barn är att när hon blir rädd stänger hon ute omvärlden genom att blunda och hålla för öronen, och hon har en egen fantasivärld under diskbänken, där hon leker med sina vänner Skyfflan och Herr Borste (som bara hon kan se).

### Bamses (övriga) släkt

#### Farmor

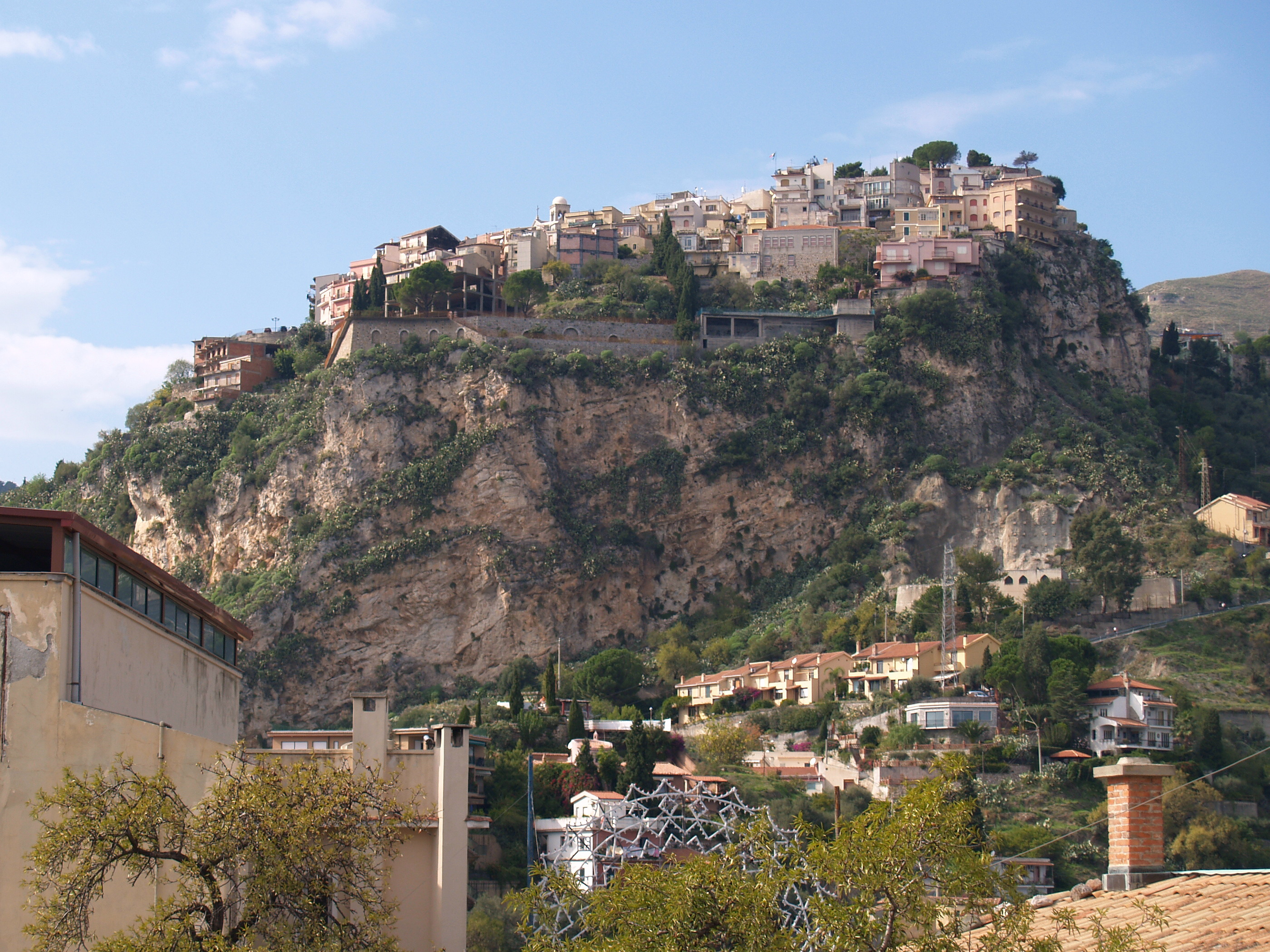
Byn Castelmola, ovanför Taormina på Sicilien, som ska ha inspirerat Rune Andréasson till Höga Berget där Farmor bor.

Gamla Farmor på Höga Berget heter egentligen Augusta Beata, men kallas kort och gott "Farmor" av de flesta. Augusta Beata föddes någon gång på 1800-talet. Hon är Bamses farmor och bor tillsammans med Katten Janson och Husmusen. Hon är vida berömd för sina pannkakor, köttbullar, sin vitalitet och för att vara den som gör Bamses dunderhonung. Hennes man Johan Hilmer var sjökapten och försvann till havs. Farmor har en syster som heter Hilma Johanna och en bror vid namn Nalle-Per. Rune Andreassons egen farmor hette Augusta Beata. Hon var gift med skrädderiarbetaren Johan Hilmer Andréasson. Runes farmors far var sjöman och hette August Abrahamsson. Farmodern växte upp med föräldrarna i Stala på södra Orust, en mycket bergig ö i Bohuslän.

#### Johan Hilmer
Bamses farfar var en sjökapten som kallades Nalle. Det var han som tog hem alla sakerna som Farmor har på vinden. Han var gift med Augusta Beata (Bamses farmor), de träffades på båten Taifun och gifte sig i Indien. Nalle omkom på havet under en storm när Bamse var liten. I filmen ”Bamse och dunderklockan” kallas han ”farfar Hilmer”.

#### Anna-Cilla
Bamses mormor, som egentligen heter Anna-Cecilia. Hon bor på ålderdomshem. Anna-Cillas man Amadeus dog när hon var gravid med Bamses mamma Viktoria.

#### Brumme och Lisen Brummenlufs
Brummelisas föräldrar bor i en liten stuga i skogen, vid en liten tjärn. Brumme är skogvaktare. Bamse är anställd av Brumme.

#### Hebbe och Viktoria
Bamses föräldrar som försvann under en skattsökarfärd när Bamse var liten. Viktoria var tandsköterska och Hebbe springpojke. De träffades genom att Hebbe behövde gå till tandläkaren. De återförenades med Bamse 1984, då det visade sig att de hade lidit skeppsbrott och drivit iland på Jambolajernas ö.

#### Kusin Texas
Bamses kusin, som faktiskt är en tvättbjörn. Bor i Vilda Västern. Han spelar gärna gitarr och sjunger countryvisor för sina vänner kring lägerelden. Har en åsna vid namn Jack. 

#### Farbror Ursus
Bamses farbror i Bergby. Ursus är bonde. Han är dubbelt så lång som Bamse med mörkare päls och stråhatt. Ursus är döpt efter det latinska ordet för björn.

### Bamses släktträd
|       |       |       |       |                      |                      |                      |                      |                      |                      |       |       |               |               |               |               |               |               |          |          |               |               |               |               |               |               |         |         |           |           |           |           |            |           |           |           |           |           |  |  |                      |                      |                      |                      |                      |                      |            |            |                    |                    |                    |                    |                    |                    |         |         |         |         |       |       |       |       |  |  |        |        |        |        |        |        |  |  |        |        |        |        |        |        |  |  |
|       |       |       |       |                      |                      |                      |                      |                      |                      |       |       |               |               |               |               |               |               |          |          |               |               |               |               |               |               |         |         |           |           |           |           |            |           |           |           |           |           |  |  |                      |                      |                      |                      |                      |                      |            |            |                    |                    |                    |                    |                    |                    |         |         |         |         |       |       |       |       |  |  |        |        |        |        |        |        |  |  |        |        |        |        |        |        |  |  |
|       |       |       |       | Johan Hilmer "Nalle" | Johan Hilmer "Nalle" | Johan Hilmer "Nalle" | Johan Hilmer "Nalle" | Johan Hilmer "Nalle" | Johan Hilmer "Nalle" |       |       | Augusta Beata | Augusta Beata | Augusta Beata | Augusta Beata | Augusta Beata | Augusta Beata |          |          | Hilma Johanna | Hilma Johanna | Hilma Johanna | Hilma Johanna | Hilma Johanna | Hilma Johanna |         |         | Nalle-Per | Nalle-Per | Nalle-Per | Nalle-Per | Nalle-Per  | Nalle-Per |           |           |           |           |  |  |                      |                      |                      |                      | Anna-Cilla           | Anna-Cilla           | Anna-Cilla | Anna-Cilla | Anna-Cilla         | Anna-Cilla         |                    |                    | Amadeus            | Amadeus            | Amadeus | Amadeus | Amadeus | Amadeus |       |       |       |       |  |  |        |        |        |        |        |        |  |  | Majvor | Majvor | Majvor | Majvor | Majvor | Majvor |  |  |
|       |       |       |       | Johan Hilmer "Nalle" | Johan Hilmer "Nalle" | Johan Hilmer "Nalle" | Johan Hilmer "Nalle" | Johan Hilmer "Nalle" | Johan Hilmer "Nalle" |       |       | Augusta Beata | Augusta Beata | Augusta Beata | Augusta Beata | Augusta Beata | Augusta Beata |          |          | Hilma Johanna | Hilma Johanna | Hilma Johanna | Hilma Johanna | Hilma Johanna | Hilma Johanna |         |         | Nalle-Per | Nalle-Per | Nalle-Per | Nalle-Per | Nalle-Per  | Nalle-Per |           |           |           |           |  |  |                      |                      |                      |                      | Anna-Cilla           | Anna-Cilla           | Anna-Cilla | Anna-Cilla | Anna-Cilla         | Anna-Cilla         |                    |                    | Amadeus            | Amadeus            | Amadeus | Amadeus | Amadeus | Amadeus |       |       |       |       |  |  |        |        |        |        |        |        |  |  | Majvor | Majvor | Majvor | Majvor | Majvor | Majvor |  |  |
|       |       |       |       |                      |                      |                      |                      |                      |                      |       |       |               |               |               |               |               |               |          |          |               |               |               |               |               |               |         |         |           |           |           |           |            |           |           |           |           |           |  |  |                      |                      |                      |                      |                      |                      |            |            |                    |                    |                    |                    |                    |                    |         |         |         |         |       |       |       |       |  |  |        |        |        |        |        |        |  |  |        |        |        |        |        |        |  |  |
|       |       |       |       |                      |                      |                      |                      |                      |                      |       |       |               |               |               |               |               |               |          |          |               |               |               |               |               |               |         |         |           |           |           |           |            |           |           |           |           |           |  |  |                      |                      |                      |                      |                      |                      |            |            |                    |                    |                    |                    |                    |                    |         |         |         |         |       |       |       |       |  |  |        |        |        |        |        |        |  |  |        |        |        |        |        |        |  |  |
| Ursus | Ursus | Ursus | Ursus | Ursus                | Ursus                |                      |                      | Hebbe                | Hebbe                | Hebbe | Hebbe | Hebbe         | Hebbe         |               |               | Viktoria      | Viktoria      | Viktoria | Viktoria | Viktoria      | Viktoria      |               |               | Grizzly       | Grizzly       | Grizzly | Grizzly | Grizzly   | Grizzly   |           |           | Okänd (♀)  | Okänd (♀) | Okänd (♀) | Okänd (♀) | Okänd (♀) | Okänd (♀) |  |  | Morbror i Australien | Morbror i Australien | Morbror i Australien | Morbror i Australien | Morbror i Australien | Morbror i Australien |            |            | Morbror Himalaraja | Morbror Himalaraja | Morbror Himalaraja | Morbror Himalaraja | Morbror Himalaraja | Morbror Himalaraja |         |         | Meena   | Meena   | Meena | Meena | Meena | Meena |  |  | Brumme | Brumme | Brumme | Brumme | Brumme | Brumme |  |  | Lisen  | Lisen  | Lisen  | Lisen  | Lisen  | Lisen  |  |  |
| Ursus | Ursus | Ursus | Ursus | Ursus                | Ursus                |                      |                      | Hebbe                | Hebbe                | Hebbe | Hebbe | Hebbe         | Hebbe         |               |               | Viktoria      | Viktoria      | Viktoria | Viktoria | Viktoria      | Viktoria      |               |               | Grizzly       | Grizzly       | Grizzly | Grizzly | Grizzly   | Grizzly   |           |           | Okänd (♀)  | Okänd (♀) | Okänd (♀) | Okänd (♀) | Okänd (♀) | Okänd (♀) |  |  | Morbror i Australien | Morbror i Australien | Morbror i Australien | Morbror i Australien | Morbror i Australien | Morbror i Australien |            |            | Morbror Himalaraja | Morbror Himalaraja | Morbror Himalaraja | Morbror Himalaraja | Morbror Himalaraja | Morbror Himalaraja |         |         | Meena   | Meena   | Meena | Meena | Meena | Meena |  |  | Brumme | Brumme | Brumme | Brumme | Brumme | Brumme |  |  | Lisen  | Lisen  | Lisen  | Lisen  | Lisen  | Lisen  |  |  |
|       |       |       |       |                      |                      |                      |                      |                      |                      |       |       |               |               |               |               |               |               |          |          |               |               |               |               |               |               |         |         |           |           |           |           |            |           |           |           |           |           |  |  |                      |                      |                      |                      |                      |                      |            |            |                    |                    |                    |                    |                    |                    |         |         |         |         |       |       |       |       |  |  |        |        |        |        |        |        |  |  |        |        |        |        |        |        |  |  |
|       |       |       |       |                      |                      |                      |                      |                      |                      |       |       |               |               |               |               |               |               |          |          |               |               |               |               |               |               |         |         |           |           |           |           | Texas      |           |           |           |           |           |  |  |                      |                      |                      |                      |                      |                      |            |            |                    |                    |                    |                    |                    |                    |         |         |         |         |       |       |       |       |  |  |        |        |        |        |        |        |  |  |        |        |        |        |        |        |  |  |
|       |       |       |       |                      |                      |                      |                      |                      |                      |       |       |               |               |               |               |               |               |          |          |               |               |               |               |               |               |         |         |           |           |           |           |            |           |           |           |           |           |  |  |                      |                      |                      |                      |                      |                      |            |            |                    |                    |                    |                    |                    |                    |         |         |         |         |       |       |       |       |  |  |        |        |        |        |        |        |  |  |        |        |        |        |        |        |  |  |
|       |       |       |       |                      |                      |                      |                      |                      |                      |       |       |               |               |               |               |               |               |          |          |               |               |               |               |               |               |         |         |           |           |           |           | Snarkbjörn |           |           |           |           |           |  |  |                      |                      |                      |                      |                      |                      |            |            |                    |                    |                    |                    |                    |                    |         |         |         |         |       |       |       |       |  |  |        |        |        |        |        |        |  |  |        |        |        |        |        |        |  |  |
|       |       |       |       |                      |                      |                      |                      |                      |                      |       |       |               |               |               |               |               |               |          |          |               |               |               |               |               |               |         |         |           |           |           |           |            |           |           |           |           |           |  |  |                      |                      |                      |                      |                      |                      |            |            |                    |                    |                    |                    |                    |                    |         |         |         |         |       |       |       |       |  |  |        |        |        |        |        |        |  |  |        |        |        |        |        |        |  |  |
|       |       |       |       |                      |                      |                      |                      |                      |                      |       |       |               |               |               |               |               |               |          |          |               |               |               |               |               |               |         |         |           |           |           |           |            |           |           |           |           |           |  |  |                      |                      |                      |                      |                      |                      |            |            |                    |                    |                    |                    |                    |                    |         |         |         |         |       |       |       |       |  |  |        |        |        |        |        |        |  |  |        |        |        |        |        |        |  |  |
|       |       |       |       |                      |                      |                      |                      |                      |                      |       |       |               |               |               |               |               |               |          |          |               |               |               |               |               |               |         |         |           |           |           |           | Bamse      | Bamse     | Bamse     | Bamse     | Bamse     | Bamse     |  |  | Brummelisa           | Brummelisa           | Brummelisa           | Brummelisa           | Brummelisa           | Brummelisa           |            |            |                    |                    |                    |                    |                    |                    |         |         |         |         |       |       |       |       |  |  |        |        |        |        |        |        |  |  |        |        |        |        |        |        |  |  |
|       |       |       |       |                      |                      |                      |                      |                      |                      |       |       |               |               |               |               |               |               |          |          |               |               |               |               |               |               |         |         |           |           |           |           | Bamse      | Bamse     | Bamse     | Bamse     | Bamse     | Bamse     |  |  | Brummelisa           | Brummelisa           | Brummelisa           | Brummelisa           | Brummelisa           | Brummelisa           |            |            |                    |                    |                    |                    |                    |                    |         |         |         |         |       |       |       |       |  |  |        |        |        |        |        |        |  |  |        |        |        |        |        |        |  |  |
|       |       |       |       |                      |                      |                      |                      |                      |                      |       |       |               |               |               |               |               |               |          |          |               |               |               |               |               |               |         |         |           |           |           |           |            |           |           |           |           |           |  |  |                      |                      |                      |                      |                      |                      |            |            |                    |                    |                    |                    |                    |                    |         |         |         |         |       |       |       |       |  |  |        |        |        |        |        |        |  |  |        |        |        |        |        |        |  |  |
|       |       |       |       |                      |                      |                      |                      |                      |                      |       |       |               |               |               |               |               |               |          |          |               |               |               |               |               |               |         |         |           |           |           |           |            |           |           |           |           |           |  |  |                      |                      |                      |                      |                      |                      |            |            |                    |                    |                    |                    |                    |                    |         |         |         |         |       |       |       |       |  |  |        |        |        |        |        |        |  |  |        |        |        |        |        |        |  |  |
|       |       |       |       |                      |                      |                      |                      |                      |                      |       |       |               |               |               |               |               |               |          |          |               |               |               |               | Brum          | Brum          | Brum    | Brum    | Brum      | Brum      |           |           | Teddy      | Teddy     | Teddy     | Teddy     | Teddy     | Teddy     |  |  | Nalle-Maja           | Nalle-Maja           | Nalle-Maja           | Nalle-Maja           | Nalle-Maja           | Nalle-Maja           |            |            | Brumma             | Brumma             | Brumma             | Brumma             | Brumma             | Brumma             |         |         |         |         |       |       |       |       |  |  |        |        |        |        |        |        |  |  |        |        |        |        |        |        |  |  |

## Lille Skutts familj och övrig släkt

### Lille Skutts familj

#### Nina Kanin
Nina Kanin bodde i Björkstubben innan hon gifte sig med Lille Skutt 1985. Tillsammans har de sonen Mini-Hopp. Hon arbetar som journalist på den oberoende tidningen Folkets Blad som hon startade tillsammans med Harry Gråräv 2006 men har också extraknäckt som brevbärare och bagare. Nina Kanin förekommer för första gången i Bamse nr 5 årgång 1977, i äventyret Lille Skutt och Nina Kanin.

#### Mini-Hopp
Mini-Hopp är son till Lille Skutt och Nina Kanin. Han föddes 1986 och hans bästa vän är Brumma. Till skillnad från sin far är Mini-Hopp inte det minsta rädd för något, utan snarare i det närmaste dumdristig och något hyperaktiv. Han går sedan 2006 på Ekens förskola, tillsammans med Brumma.

### Lille Skutts (övriga) släkt

#### Happ och Lille Sixten
Lille Skutts bror, som tillsammans med sin partner Lille Sixten är adoptivföräldrar till Suddan.
Happ debuterade 1983, Lille Sixten debuterade 2007 och de är det första homosexuella paret som förekommer i serietidningen sedan den första serien om Bamse 1966.

#### Suddan
Suddan är Happ och Lille Sixtens matglada adoptivdotter. Hon debuterade 2010 när Happ och Lille Sixten hittade henne i en korg utanför sin stubbe i skogen.

## Övriga i "Bamsegänget"

### Vargen
Vargen är mycket god vän till Bamse, även om det inte alltid varit så; de blev dock vänner redan på 1970-talet. Vargens liv har varit svårt. Han blev som liten föräldralös efter en skogsbrand, och uppfostrades av tre kriminella vargar. Hos fosterföräldrarna fick han inte göra så mycket annat än att sopa golvet. Hans tre fosterfäder lärde honom att stjäla och luras, och de brydde sig inte ens om att ge den lille ett namn, utan kallade honom kort och gott för "vargen"  Han växte upp och blev en något av legend bland  "busar och skurkar"  och den främste medlemmen i "Tuffa Tuffingars Klubb" och han vann även VM i elakhet som i form av ett diplom pryder hans vägg, även efter att han blev snäll står sig denna titel ohotad.
De tre kriminella fosterfäderna hamnar slutligen i fängelse och Vargen slår så småningom om till en hederlig bana och blir vän med Bamse. Han lär sig läsa och han får arbete som springpojke i en handelsbod. Som ung träffade han vargflickan Virginia (döpt efter Virginia Woolf) som han blev kär i, och flera år senare träffade han henne igen, dock med make och barn. Vargen är för det mesta snäll, men kan ibland drabbas av "återfall".

### Ola Grävling
Ola Grävling är en grävlingspojke, son till restaurangägaren Herr Grävling och bästa vän med Mickelina Räv. Han bor med sin pappa och mamma och sin lillasyster Melia. Ibland bor han med Mickelina eftersom hon erbjöd honom att dela en lägenhet med henne i stan. Rune Andréassons son Ola Andréasson ska vara Ola Grävlings verkliga förlaga. 

### Mickelina Räv
Mickelina är det äldsta barnet i familjen Räv. En klipsk tjej som ibland verkar vara lite förälskad i Reinard Räv och hon försöker få honom att bli snäll. Hennes första jobb var som städare men nuförtiden arbetar hon tillsammans med Ola Grävling som leksakstillverkare på Bröderna Bävers Snickeri.

### Annika Anka
Annika är Mickelinas bästa kompis. Hennes roll har aldrig varit särskilt utvecklad, utan hon hänger mest med på vad Ola Grävling och Mickelina hittar på.

## Husdjur runt Bamse med släkt och vänner

### Katten Janson
Katten Janson är Farmors katt, de bor tillsammans med Husmusen på höga berget. Han flyttade dit efter att Bamse och Husmusen räddade honom från att drunkna. Han fick sitt namn från att Bamse föreslog Katten Jamson eftersom katten jamade så mycket, men Farmor hörde fel så det blev Katten Janson.

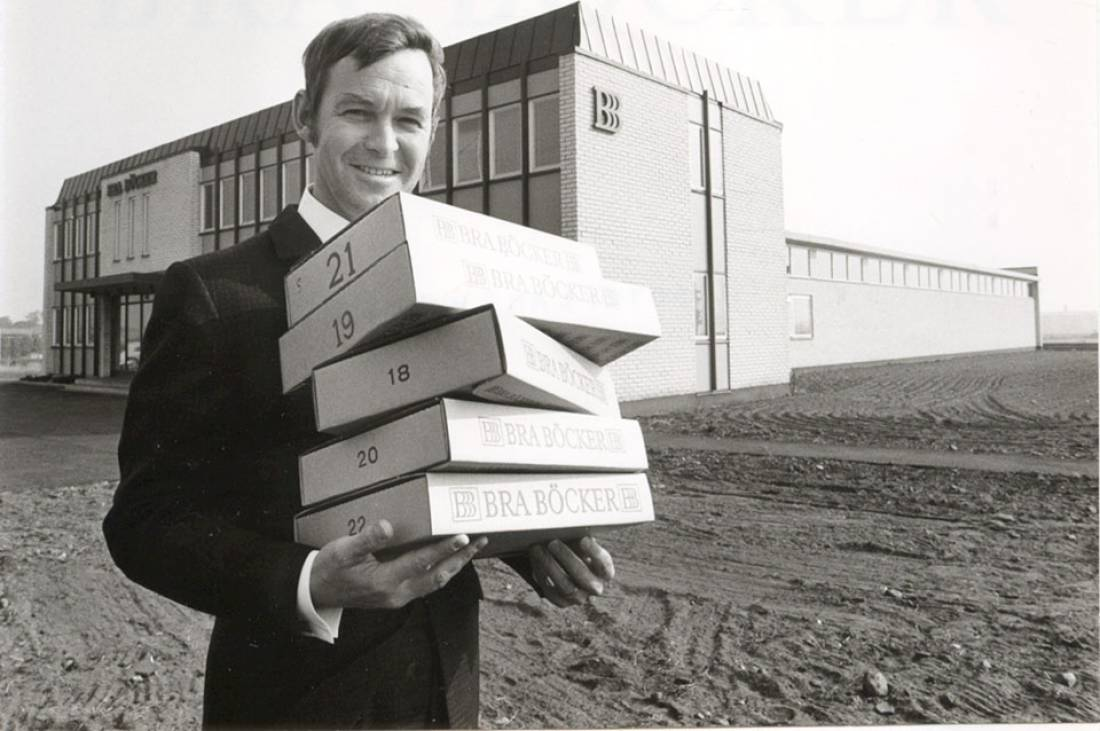
Förläggaren Rolf Janson (1925–2017), som gett namn åt Katten Janson, fotograferad 1967.

Till utseendet är Katten Janson mycket lik Columbus, katten i Rune Andréassons tidiga serie om Lille Rikard och hans katt, och namnet lär ha varit en hyllning till den svenske serietidningspionjären Rolf Janson.

### Husmusen
Husmusen bor hos Farmor där han oftast busar med Katten Janson men ibland är dennes vän och bland annat kan hoppa omkring på kattens huvud. 
Han har flera släktingar, en av dom heter Bus-Musen som, till skillnad från honom, busar jämt.
Till utseendet är Husmusen mycket lik Pip, musen i Rune Andréassons tidiga serie om Pellefant.

### Billy Boy
Billy Boy är Bamsegängets häst, han debuterade i serien ”Bamse och den besvärliga hästen” från Nr 4 1974. Billy var en arg häst som Bamse fick gratis när han tog honom från stuteriet, anledningen till att han var arg var att han var felskodd, vilket hade fått ett sår från. Billy Boy har tillsammans med Pållan fölet Lill-Pålle.

### Russ
Russ är Brum, Teddy och Nalle-Majas ponny. I ”Nalle-Maja rider farligt” (Bamse Nr 8, 1983) fick Bamse honom av Lupus Varg, anledningen till det var att han bara åt bullar och bakelser. I numret därpå upptäckte Skalman att han sprang fort med en tårtbit eller bulle framför sig på en pinne. Han fick vara med i ett lopp och där hällde några vargkusiner ruttna ägg över tårtbiten han sprang efter, efter det har Russ ätit gräs.

## Skurkar

### Krösus Sork
Krösus är en hänsynslös kapitalist och skurk som inte drar sig för att stjäla ens från små barn. Medan andra skurkar i serien kan ha vissa goda sidor ibland saknar Krösus dessa helt. Hans pappa stöttade enbart brodern Slösus när de växte upp, till exempel med ekonomiska belöningar för höga betyg. När de lärde sig om den rike kung Krösus i skolan började klasskamraterna kalla pojken som aldrig hade pengar för Krösus. För varje motgång tänkte han "Vänta bara! Vänta bara! En dag ska jag hämnas!", hämnden kom till sist när han lyckades lura Slösus på en miljon kronor.
Krösus debuterade i Bamse Nr 10, 1973 och hans föregångare Sork-Sam gjorde debut i veckoserien av Bamse, som är äldre än serietidningen Bamse.

#### Fixarsorkarna
Fixarsorkarna är Krösus Sorks underhuggare och de som håller i hans kontakter med den undre världen. Det är de som står för Krösus skumma handlingar och gör allt för att sopa igen spåren efter Krösus.

### Sjörövarna
De är fyra usla sjörövare. Ibland beger de sig ut på havet med sitt gamla skepp Havsörnen.
- Kapten Buster är ledare för sjörövarna, kallar sina underordnade allehanda fula ord, delegerar alla arbetsuppgifter (oftast till Stollen), men kan ingenting om havet.
- Slusken och Rusken säger och gör inte så mycket.
- Stollen gör definitivt skäl för sitt namn – det är alltid han som klantar sig, eller så avslöjar han sjörövarnas planer för Bamse.

### Knocke och Smocke
Två muskelstinna och rätt korkade skurkar som gör smutsiga arbeten åt Krösus Sork. De var kompisar med Vargen innan denne blev snäll. De båda bröderna Knocke och Smocke debuterade i nummer 7/1973 av tidningen Bamse. De bär matchande kläder i olika färger; Smocke bär lila och Knocke bär blått.

### Vargkusinerna
Vargkusinerna är ett skurkgäng av varierande storlek (de är inte kusiner med Vargen, men släkt på långt håll. De vet dock inte exakt hur, så de kallar varandra kusiner). De fyra oftast förekommande vargkusinerna heter Kubbe (stor och grå), Busifer (en parodi på namnet Lucifer), brun, Tjoffe och Lill-Vargen. En annan heter Hinke och är liten och grå. Lill-Vargen är den som står närmast Bamsegänget.

### Reinard Räv
Reinard Räv är en elak och slug räv, skapad efter Rune Andréassons död. Han är lite av en dandy och har ett enormt självförtroende. Det primära målet med Reinards kriminella verksamhet är att ta över Vargens diplom som världsmästare i elakhet, han vill helst visa att han är världsmästare i elakhet och bytet spelar inte så stor roll för honom. Han har egentligen bara en svag punkt - han är förälskad i Mickelina Räv. Reinard debuterade 2006 och skapades av Bamseredaktionen (Joakim Gunnarsson, Mårten Melin, Lise Jörgensen och Lisbeth Wremby), han fick sitt utseende av Lars Bällsten. Bakgrunden till figuren var att rollgalleriet av storskurkar behövde utökas och inte längre bara kunde befolkas av Krösus Sork. Hans första kupp var att stjäla en silversked från Farmor och skicka Bamse och Brummelisa till "Rakkalakkafjällen" för pengarna. Han har även försökt släppa en kanonkula på Bamse, stulit "elefantrubinen" och fejkat sin död.

### Riviga Rutan
Riviga Rutan är en arg igelkottskurk som sticker de som står i vägen för henne. Hon debuterade 2012 och växte upp i en fattig familj där hennes föräldrar ofta bråkade om pengar. Hon bor i en jordkällare och föddes på våren.

## Övriga återkommande figurer

### Slösus Sork
Slösus Sork är Krösus Sorks bror som till skillnad från honom är snäll. Han fick sitt namn av sina klasskamrater eftersom han alltid använde pengarna han fick av deras pappa när det gått bra i skolan på godis. När föräldrarna dött fick han arbeta i kassan på pappans bank medan Krösus blev bud-pojke. Slösus blev senare lurad av Krösus och hamnade i fängelse, det var Krösus första ”affär”.
Slösus debuterade i Bamse Nr 7, 1982

### Pontus Kask
Kask är dalens poliskonstapel och god vän till Bamse som ofta får rycka in när han är sjuk. Konstapel Kask introducerades som en följd av Knockes och Smockes introduktion, som en motvikt mot de brottsliga bröderna. Han är dock inte särskilt bra på att jaga tjuvar, i och med att han är tjock och blir trött när han springer efter till exempel någon av vargkusinerna.

### Trollkarlar och häxor
Bamsevärlden är fylld med magi, Skalmans rationalism till trots. Somliga trollkarlar och häxor är goda, men de allra flesta är mer eller mindre onda enslingar.

#### Hia-hia
Häxan Hia-hia är mest känd från Bamse i trollskogen. Hon har en tam minidrake och har en svamp växande på näsan. På senare år har hon blivit rektor på den magiskola som den magikunniga flickan Lova går på och där Lovas mamma Hatiora även undervisar.

### Övriga

#### Sjörövare-Jenny
En föräldralös piratflicka med rejält med skinn på näsan. Blir Bamse-gängets vän och visar sig vara betydligt tuffare än både Kapten Busters och Sabelsorks piratband. Efter många år är hon dock idag återförenad med sin far.
Sjörövare-Jenny är namne med Sjörövare-Jenny i Bertolt Brechts pjäs Tolvskillingsoperan från 1928.

#### Nisse Rask och Nicke Bock
En tomtenisse och hans bock, som under Andréassons tid ofta råkade ut för äventyr tillsammans med Bamse och hans vänner vid juletid. 
Båda figurerna är betydligt äldre än Bamseserien. Nicke Bock hade huvudrollen i Andréassons tredje serie – Nicke Bock från Skansen (1948–1950) – och denna series efterföljare Julbocken (1954–1967), där han även fick sällskap av Nisse Rask.

#### Kalle Svartskalle
Kalle Svartskalle är en igelkott som blev retad för att han hade svarta taggar på huvudet.

#### Burre
Burre träffade trillingarna för första gången när de började i lekskolan. Han kallades "Bus-Burre" för att han ofta bråkade med de andra barnen, då han haft svåra hemförhållanden men på senare tid blev han deras vän och är betydligt trevligare, särskilt mot Nalle-Maja. Burres idol är Vargen och han är mycket intresserad av Vargens förflutna som Världsmästare i Elakhet.

#### Vera och Frida
Duon Vera och Frida förekom för första gången 2016. De är det första lesbiska paret som förekommer i serietidningen eller i Bamseserien överhuvudtaget.